# 西點攻略
《西點攻略》（英語：Assault at West Point: The Court-Martial of Johnson Whittaker，或簡稱）是一部1994年美國劇情電視電影，由哈里·摩西執導兼編劇，山繆·傑克森及山姆·華特斯頓主演，1994年2月27日在Showtime電視網首播。電影講述了西點軍校第一批黑人學員之一強森·切斯納特·惠特克以及他在1880年遭襲擊後接受的審判，這也導致雙方律師意見不合。

## 演員
- 山繆·傑克森飾演理查德·西奧多·格林納
- 山姆·華特斯頓飾演丹尼爾·張伯倫
- 梅森·亞當斯飾演亨利·D·海德
- 方·艾弗里飾演威廉·特库姆塞·舍曼將軍
- 艾迪·布拉肯飾演查爾斯·T·亞歷山大少校
- 塞思·吉列姆飾演強森·切斯納特·惠特克
- 小阿爾·弗里曼飾演老強森·惠特克
- 約翰·葛洛佛飾演阿薩·伯德·加德納少校

## 外部連結
- 互联网电影数据库（IMDb）上《西點攻略》的资料（英文）